# 禾加镇
禾加镇，是中华人民共和国四川省眉山市仁寿县下辖的一个乡镇级行政单位。2019年12月，撤销识经镇和双堡乡，将其所属行政区域划归禾加镇管辖。

## 行政区划
禾加镇下辖以下地区：
共和社区、黄坡村、共同村、长发村、文昌村、幸福村、楠林村、化石村和回龙村。